# Theun Karelse
Theun Karelse és un il·lustrador, artista i constructor neerlandès.
Theun Karelse va acabar els seus estudis d'art a Sint Joost (Breda, Països Baixos) el 1998. El 2000 va obtenir un màster en arts autònomes al Sandberg Institute d'Amsterdam.
Principalment dibuixant, Karelse també treballa com a constructor de prototips i investigador al FoAM de Brussel·les i Amsterdam. El seu interès en tots aquells temes obscurs i antics li han fet guanyar el títol d'"hagiògraf de les tecnologies antigues", tal com s'especifica en la pàgina web de FoAM.
La seva publicació més reconeguda, The Field Guide to Flying Saints (‘Guia de camp dels sants voladors'), que combina història del catolicisme amb neurologia, va aparèixer el 2001. La seva publicació més recent és Scale-invariance in Science and Art (Invariància d'escala en ciència i art), del novembre de 2008. La majoria de les seves publicacions han estat en format de "còmics documentals", dels quals no ha quedat cap bibliografia clara.